# N'Goloblasso
N'Goloblasso è una città e sottoprefettura della Costa d'Avorio appartenente al dipartimento di Madinani. Conta una popolazione di 8 721 abitanti (censimento 2014).